# Hookeriopsis parkeriana
Hookeriopsis parkeriana là một loài Rêu trong họ Hookeriaceae. Loài này được (Hook. & Grev.) A. Jaeger mô tả khoa học đầu tiên năm 1877.